# Ralf Matzka
Ralf Matzka (Villingen-Schwenningen, 24 augustus 1989) is een voormalig Duits weg- en baanwielrenner die onder meer reed voor Bora-Argon 18. Bij de beloften won hij zilveren medailles op de Europese kampioenschappen scratch en puntenkoers.
Pas op 12 juli 2017 maakte het team BORA-hansgrohe bekend dat Matzka op 3 maart 2016 positief heeft getest op het middel Tamoxifen, een stof die de aanmaak van testosteron stimuleert. Na de Ronde van Vlaanderen van 2016 kwam Matzka niet meer in actie. Teammanager Ralph Denk gaf tegen de pers aan dat hij het nieuws pas in juli 2017 naar buiten bracht om Matzka te beschermen. Volgens Denk lag de positieve test aan het drinken van vervuild water. In januari 2018 maakte de UCI bekend Matzka met terugwerkende kracht voor twee jaar te schorsen en zijn uitslagen vanaf 3 maart 2016 te schrappen.

## Belangrijkste overwinningen
2008
4e etappe Ronde van Korea-Japan
2010
3e etappe Flèche du Sud

## Resultaten in voornaamste wedstrijden
| Jaar | Gent-Wevelgem | Ronde van Vlaanderen | Parijs-Roubaix | Ronde van Lombardije | Parijs-Tours |
| ---- | ------------- | -------------------- | -------------- | -------------------- | ------------ |
| 2014 |               | opgave               | 143e           | opgave               | 55e          |
| 2015 | opgave        | opgave               | 96e            |                      |              |
| 2016 |               | opgave               |                |                      |              |

## Ploegen
- 2008 –  Team Ista
- 2010 –  Heizomat
- 2011 –  Thüringer Energie Team
- 2012 –  Thüringer Energie Team
- 2013 –  Team NetApp-Endura
- 2014 –  Team NetApp-Endura
- 2015 –  Bora-Argon 18
- 2016 –  Bora-Argon 18

Bárta · 
Benedetti · 
Camaño · 
De la Cruz · 
Dempster · 
Downing · 
Eichler · 
Huzarski · 
Jarc ·   
Kluge ·   
König · 
Matzka · 
McEvoy ·
Mendes · 
Rowsell · 
Schillinger · 
Schorn · 
Schwarzmann · 
Thwaites · 
Voss · 
Wetterhall
Bárta · 
Benedetti · 
Bennett · 
Camaño · 
De la Cruz · 
Dempster · 
Huzarski · 
Jarc · 
König · 
Machado · 
Matzka · 
McEvoy · 
Mendes · 
Padour · 
Rowsell · 
Schillinger · 
Schorn · 
Schwarzmann · 
Thwaites · 
Voss  · 
Konrad (stagiair) · 
Krieger (stagiair) · 
Mühlberger (stagiair) 
Archbold · Bárta · Bauhaus · Benedetti · Bennett · Buchmann · Dempster · Huzarski · Konrad · Matzka · Mendes · Nerz · Pfingsten · Salerno · Schillinger · Schorn · Schwarzmann · Thurau · Thwaites · Voss · Mühlberger (stagiair) · Pöstlberger (stagiair)
Archbold · Bárta · Bauhaus · Benedetti · Bennett · Buchmann · Dempster · Herklotz · Huzarski · Konrad · Matzka · Mendes · Mühlberger · Nerz · Pfingsten · Pöstlberger · Schillinger · Schwarzmann · Selig · Thwaites · Voss